# Ecuație Whewell

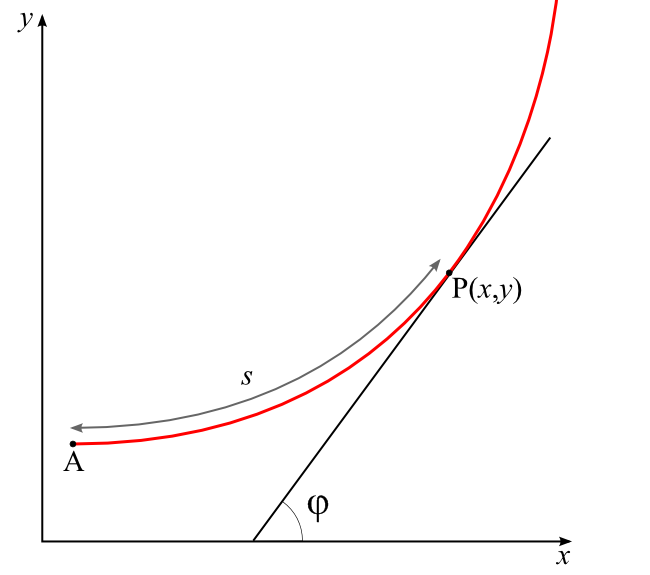
Mărimi importante în ecuația Whewell

În matematică ecuația Whewell a unei curbe plane este o ecuație care descrie relația dintre unghiul tangențial φ și lungimea arcului⁠(d) s, unde unghiul tangențial este unghiul dintre tangenta la curbă și axa Ox, iar lungimea arcului este distanța de-a lungul curbei de la un punct fix. Aceste mărimi nu depind de sistemul de coordonate folosit, cu excepția alegerii direcției axei Ox, deci aceasta este o ecuație intrinsecă a curbei sau, mai puțin precis, ecuația intrinsecă. Dacă o curbă este obținută dintr-o alta prin translație, atunci ecuațiile lor Whewell vor fi aceleași.
Când relația este o funcție, astfel încât unghiul tangențial este dat în funcție de lungimea arcului, anumite proprietăți devin ușor de manipulat. În special, derivata unghiului tangențial în raport cu lungimea arcului este egală cu curbura. Astfel, luând derivata ecuației Whewell rezultă o ecuație Cesàro pentru aceeași curbă.
Noțiunea este numită după William Whewell, care a introdus-o în 1849, într-o lucrare din Cambridge Philosophical Transactions. În concepția sa, unghiul folosit este abaterea de la direcția curbei într-un punct de plecare fix, iar această convenție este uneori folosită și de alți autori. Aceasta este echivalentă cu definiția dată aici prin adunarea unei constante la unghi sau prin rotirea curbei.

## Proprietăți
Dacă curba este dată parametric în funcție de lungimea arcului s, atunci φ este determinat de
{\displaystyle {\frac {d{\vec {r}}}{ds}}={\begin{pmatrix}{\frac {dx}{ds}}\\{\frac {dy}{ds}}\end{pmatrix}}={\begin{pmatrix}\cos \varphi \\\sin \varphi \end{pmatrix}}\quad } deoarece {\displaystyle \quad \left|{\frac {d{\vec {r}}}{ds}}\right|=1,}
ceea ce implică
{\displaystyle {\frac {dy}{dx}}=\tan \varphi .}
Ecuațiile parametrice pentru curbă pot fi obținute prin integrarea:
{\displaystyle {\begin{aligned}x&=\int \cos \varphi \,ds\\y&=\int \sin \varphi \,ds\end{aligned}}}
Deoarece curbura este definită de
{\displaystyle \kappa ={\frac {d\varphi }{ds}},}
ecuația Cesàro se obține ușor derivând ecuația Whewell.

## Exemple
| Curba               | Ecuația                                                             |
| ------------------- | ------------------------------------------------------------------- |
| Dreaptă             | {\displaystyle \varphi =c}                                          |
| Cerc                | {\displaystyle s=a\varphi }                                         |
| Spirală logaritmică | {\displaystyle s={\frac {ae^{\varphi \tan \alpha }}{\sin \alpha }}} |
| Lănțișor⁠(d)         | {\displaystyle s=a\tan \varphi }                                    |
| Tautocronă          | {\displaystyle s=a\sin \varphi }                                    |